# Antoine Spire
Antoine Spire   (París, 31 de març de 1946) és un periodista francès.
Va ser director del Departament de Recerca en Ciències Humanes de l'Institut Nacional del Càncer (“Institut national du cancer”).
També és facilitador i coordinador de congressos nacionals i trobades culturals. És assessor editorial del diari Le Monde, Le Monde de l'éducation, periodista de La Vie i col·labora amb diverses publicacions de l'associació.
Autor de llibres, va participar també en nombroses obres de divulgació creades en col·laboració amb intel·lectuals com Pierre Bourdieu, Jacques Derrida, George Steiner, Edgar Morin.
Antoine Spire es va graduar a la HEC Paris.